# Anthony Ogogo
Anthony Osezua Ojo Ogogo (ur. 24 listopada 1988 w Great Yarmouth) – brytyjski bokser wagi średniej, brązowy medalista olimpijski z Londynu. 
W 2012 roku podczas Letnich Igrzysk Olimpijskich zdobył w wadze średniej brązowy medal. W 1/16 pokonał Dominikańczyka Juniora Castillo, w 1/8 wygrał z Ukraińcem Jewhenem Chytrowem, a w ćwierćfinale pokonał Niemca Stefana Hartela. Ogogo dopiero w półfinale przegrał z Brazylijczykiem Esquiva Falcão Florentino. Wraz z Uzbekiem Abbosem Atoyevem zdobył brąz, ponieważ walka o 3. miejsce się nie odbyła.